# Dunaj (Rosja)
Dunaj – osiedle typu miejskiego w Rosji, w Kraju Nadmorskim. W 2010 roku liczyło 7581 mieszkańców.